# Rödkronad parakit
Rödkronad parakit (Psittacara wagleri) är en fågel i familjen västpapegojor inom ordningen papegojfåglar.

## Utbredning och systematik
Fågeln delas in i två underarter med följande utbredning:
- Psittacara wagleri wagleri – förekommer i norra Colombia och nordvästligaste Venezuela
- Psittacara wagleri transilis – förekommer från östligaste Colombia till norra Venezuela

Tidigare behandlades kordiljärparakit (Psittacara frontatus) som en underart till rödkronad parakit.

## Status
IUCN kategoriserar arten som nära hotad.

## Namn
Fågelns vetenskapliga artnamn hedrar Johann Georg Wagler (1800-1832), tysk herpetolog och systematiker.

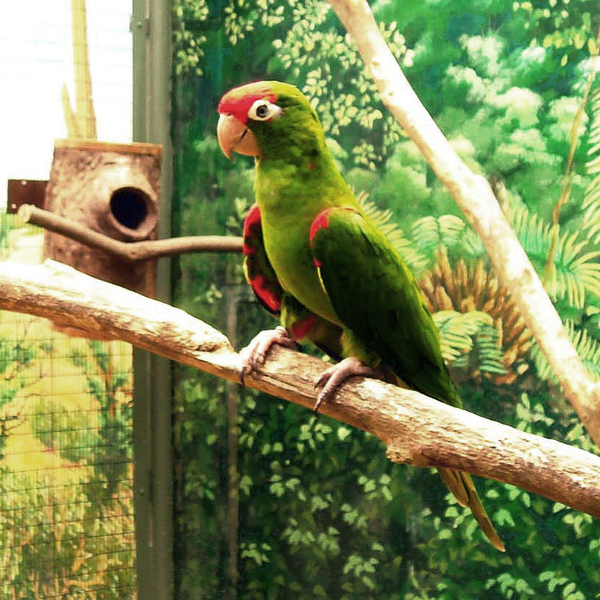